# Phyllis Schlafly
Phyllis Stewart Schlafly (/ˈʃlæfli/; născută Phyllis McAlpin Stewart; n. 15 august 1924, Saint Louis, Missouri, SUA – d. 5 septembrie 2016, Ladue⁠(d), Missouri, SUA) a fost o conservatoare și avocată americană. Aceasta era cunoscută pentru convingerile paleoconservatoare pe teme politice și sociale, militând împotriva mișcării feministe, drepturilor LGBT și avortului. De asemenea, a organizat o campanie împotriva ratificării amendamentului pentru drepturi egale⁠(d). Schlafly a fost la rândul ei criticată de politicienii moderați⁠(d) și liberali⁠(d) din cauza opiniilor sale despre sex, rolurile de gen, homosexualitate și alte teme sociale.
Peste trei milioane de exemplare ale cărții sale A Choice Not an Echo⁠(d) (1964), o critica a liderului republican Nelson Rockefeller, au fost vândute sau distribuite gratuit. Schlafly a fost redactat lucrări despre securitatea națională și s-a împotrivit acordurilor cu Uniunea Sovietică prin care se urmărea reglementarea anumitor categorii de arme⁠(d). În 1972, Schlafly a fondat Eagle Forum⁠(d), un grup de lobbying paleoconservator, și a ocupat atât funcția de președinte, cât și de CEO până la moartea sa în 2016.

## Biografie
Schlafly s-a născut Phyllis McAlpin Stewart și a copilărit în St. Louis. În timpul Marii crize, tatăl ei, John Bruce Stewart, a rămas șomer pe termen lung, începând din 1932. Mama sa, Odile Stewart (născută Dodge), și-a reluat activitatea în calitate de bibliotecară și profesoară pentru a-și întreține familia.  Datorită ei, Phyllis a continuat să urmeze cursurile unei școli catolice pentru fete. Aceasta a avut o soră mai mică, Odile Stewart (1930–2015). Phyllis a urmat studiile universitare și postuniversitare în cadrul Universității Washington din St. Louis⁠(d), respectiv la Colegiul Radcliffe⁠(d).
Străbunicul lui Schlafly, Stewart, un prezbiterian, a emigrat din Scoția în New York în 1851 și s-a stabilit în Michigan. Bunicul acesteia, Andrew F. Stewart, a fost mecanic feroviar la Chesapeake & Ohio Railway⁠(d). Tatăl lui Schlafly era mașinist și vânzător de echipamente industriale. A primit un brevet în 1944 pentru un motor rotativ⁠(d).